# كوميرك (جورجيا)
كوميرك (بالإنجليزية: Commerce, Georgia)‏ هي مدينة تقع في مقاطعة جاكسون بولاية جورجيا في الولايات المتحدة. تبلغ مساحة هذه المدينة 21.5 (كم²)، وترتفع عن سطح البحر 278 م، بلغ عدد سكانها 6544 نسمة في عام 2010 حسب إحصاء مكتب تعداد الولايات المتحدة.

## أعلام
- تيري ألين
- مايك باورز

## وصلات خارجية
- City of Commerce Georgia Website
- Cities & Counties - Georgia.gov